# 茄苳腳 (雲林縣)
茄苳腳，是台灣雲林縣大埤鄉的一個傳統地域名稱，位於該鄉東北部。相較於今日行政區，其範圍大致包括豐田村、嘉興村。

## 歷史
台灣清治末期至日治初期，茄苳腳地區為一街庄，稱為「茄苳腳庄」，隸屬於他里霧堡。該庄北與埤頭庄、五間厝庄為鄰，東與林仔庄、石龜溪庄為鄰，南邊為盧竹巷庄，西邊為大埤頭庄、佃仔林庄。
1901年（日治明治三十四年）11月，全台廢縣廳改設二十廳，該庄隸屬於斗六廳。1903年（明治三十六年）6月，該庄編入「茄苳腳區」，隸屬於斗六廳。1909年（明治四十二年）10月，合併二十廳為十二廳，茄苳腳區改隸屬於嘉義廳。1920年（大正九年），全台地方制度大改正，廢十二廳改設五州二廳，該庄改制為「茄苳腳」大字，隸屬於臺南州斗六郡大埤庄。
戰後大埤庄改制為大埤鄉，隸屬於臺南縣，大字亦改制為村。1950年10月，雲、嘉、南分治，大埤鄉改隸屬雲林縣。

## 聚落
本地區發展較早的聚落為後溝仔（豐田）、茄苳腳、廍前藔（豐興）、竹圍仔等，在日治期初期的官方地圖上已有記載。此外，本地區尚有田寮聚落。

## 交通
台鐵縱貫線是台灣西部南北鐵路幹線，大致以北北東—南南西走向經過茄苳腳地區東部邊界外緣。北側最近的車站是斗南車站，位於本地區東北方，屬二等站，停靠部分自強號及全部的莒光號及區間車；南側最近的是石龜車站，位於本地區東部邊界南側外緣，屬招呼站，僅停靠區間車。由此等可前往台鐵沿線各站。
國道1號又稱「中山高速公路」，是貫穿台灣西部的兩條縱向高速公路之一，大致以東北微北—西南微南走向經過本地區中部偏西地帶，並與省道台78線（東西向快速公路－台西古坑線）交會於本地區北部邊界地帶的雲林系統交流道。北側最近的一般交流道是縣道158號交會處的斗南交流道；南側最近的是縣道162號交會處的大林交流道。由此等可快速前往國道1號沿線各地，或經由雲林系統交流道轉省道台78線快速前往雲林縣西部及東部。
省道台78線即「東西向快速公路－台西古坑線」，是雲林縣境內的東西向快速公路，大致以西北—東南走向繞大彎轉西北西—東南東走向經過本地區東北部，並於本地區東部邊界的省道台1線交會處設有斗南交流道。由此向西可前往虎尾南部、土庫、元長北部、東勢、台西等地；向東可前往古坑、高厝林子頭的東側端點（古坑端）並止於國道3號古坑系統交流道；亦可於雲林系統交流道轉接國道1號前往台灣西部南北各地。
省道台1線（延平路三段）又稱「縱貫公路」，是台北至屏東楓港的傳統平面幹道，大致以北北西—南南東走向轉北微西—南微東走向經過本地區西部邊界。由該道路向北北東可前往斗南市區、虎尾東北部、莿桐西南部、西螺等地，向南微東轉西南微南可前往大林、溪口東部、民雄、嘉義等地。
縣道157號（大埤路）是斗南至嘉義縣布袋鎮過溝的道路，其東北側端點（起點）位於本地東部邊界北側的省道台1線路口。由此向西北西轉西南經省道台78線（東西向快速公路－台西古坑線）高架橋下、國道1號高架橋下後，可前往大埤、溪口、新港、六腳、朴子、東石東南部、布袋北部的過溝等地。
鄉道雲85線是小東至二重溝的道路，其南側端點（終點）位於本地區北部偏東的縣道157號路口（二重溝聚落南郊）。由此向北北東過大湖口溪善浩橋出境後，於二重溝聚落轉北微西可前往五間厝中部、大東、小東並止於縣道158乙線路口。
鄉道雲181線是新崙至下崙的道路，大致以北北西—南南東走向由本地區北部邊界西側入境後轉南，經縣道157號路口後轉南微西以至出境。由該道路向北北西可前往埤頭、大東地區中部偏西南新崙聚落並止於鄉道雲86線路口；向南微西可前往盧竹巷西部的下崙子聚落並止於鄉道雲178-1線路口。
鄉道雲183線是豐田（後溝仔）至箔雁岸的道路，其北側端點（起點）位於本地區北部後溝仔聚落北側的縣道157號路口。由此向南南西轉南南東再轉西南，出聚落後轉南微西，至茄苳腳聚落轉南南西，至鄉道雲186線（嘉興路）路口轉西北西與其共線，其後轉西南西，出聚落後至路口轉東南東獨行，回聚落西南角轉南南西出聚落，續行出境後可前往盧竹巷地區南部的箔雁岸聚落並止於鄉道雲178線路口。
鄉道雲184線（林子路）是林仔至南勢的道路，其西側端點（起點）位於本地區東部邊界北側的省道台1線路口。由此向東南出境後經道台78線（東西向快速公路－台西古坑線）高架橋下可前往林子、南勢並止於鄉道雲189線路口。
鄉道雲186線（嘉興路、嘉興東路）是田寮至南靖厝的道路，其西側端點（起點）位於本地區西南部的縣道157號路口（田寮聚落東南郊）。由此向東微南經陸橋跨越國道1號後，經鄉道雲183線右側路口後轉東北東與其共線，於茄苳腳聚落內轉東南東，經鄉道雲183線左側路口轉南南東獨行後再轉東南東，出聚落後續行，經廍前藔（豐興）聚落繞大彎轉東於本地區東部邊界經省道台1線路口出境後，過鐵路平交道可前往石龜溪地區的南靖厝聚落東側並止於鄉道雲185線路口。
鄉道雲188線（四維路）是竹圍至南昌（溪底寮）的道路，其西側端點（起點）位於本地區東部邊界南側的省道台1線路口（竹圍聚落東郊）。由此向東北東出境後可前往石龜溪、南勢南部、麻園西部的中洲仔聚落、崁腳地區東北部的溪底寮聚落並止於省道台3線路口。

## 學校
- 嘉興國小